# Коноводне судно

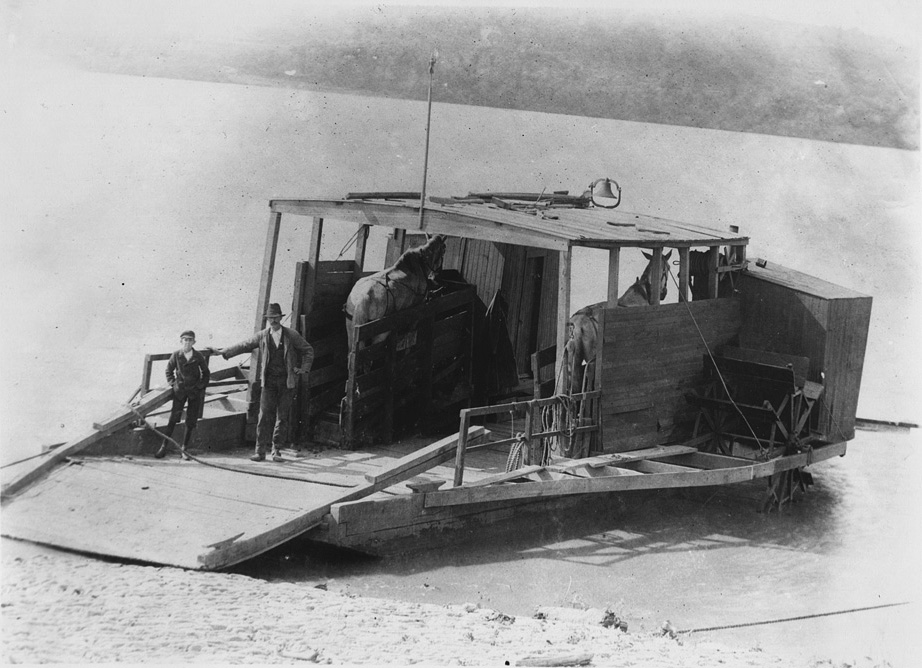
Коноводне судно, 1900 рік

Коноводне судно, кінно-машинне судно — тип річкового судна, що приводився в рух кінним приводом. У вузькому сенсі термін «коноводне судно» (рос. коноводное судно) вживається щодо російських річкових вантажних суден, які підтягалися до завезеного вперед якоря з використанням сили коней, що знаходилися на самому судні.

## Російське коноводне судно
Для пересування таких суден використовували завізний спосіб: на шлюпці завозили вперед по курсу на 800—1200 метрів (400—600 сажнів) якір з прив'язаною до нього линвою. Після чого кінець линви, закріплений на судні, починали вибирати за допомогою коловорота (кабестана). Для швидкості могли використовуватися два якорі: поки судно підтягалося до одного, другий у той час завозили вперед. Спочатку коловорот обертали мускульною силою людей, але в 1823 році французький механік Пуадебар пристосував для цієї мети кінний привод: коловорот поміщався на верхній палубі, а коні, що приводили його в рух — на нижній. Коноводне судно могло брати на буксир два інших судна (так звані «підчалки»), які брали на борт 60 тис. пудів.
Пізніше для обертання коловорота на таких суднах замість кінного привода застосовували парові машини, а завіз якорів здійснювався замість шлюпок невеликими пароплавами. Кінноприводна і парово-кабестанна тяга втратили своє значення з розвитком буксирів.